# 대한민국 헌법 제58조
대한민국 헌법 제58조는 대한민국 헌법의 조항이다. 국회의원의 의무에 대해서 서술하고 있다.

## 본문
국채를 모집하거나 예산외에 국가의 부담이 될 계약을 체결하려 할 때에는 정부는 미리 국회의 의결을 얻어야 한다.

## 같이 보기
- 대한민국 헌법 제3장
- 대한민국 국회